# Islamische Expansion

Die islamische Expansion bis 750

Die islamische Expansion bezeichnet im Folgenden die Eroberungen der Araber von der Mitte der 630er Jahre an und die damit einhergehende Ausdehnung des Islams bis ins 8. Jahrhundert hinein. Mit dem Beginn der islamischen Expansion wird häufig auch das Ende der Antike angesetzt.
In den 630er Jahren begann der Angriff der Araber auf das Oströmische bzw. Byzantinische Reich und das neupersische Sassanidenreich, wobei die beiden spätantiken Großmächte von einem langjährigen Krieg gegeneinander stark geschwächt waren. Die Oströmer verloren 636 Palästina und Syrien, 640/42 Ägypten und bis 698 ganz Nordafrika an die Araber. Während die Oströmer ein Restreich mit dem Schwerpunkt Kleinasien und Balkan halten konnten, ging das Sassanidenreich 651 unter. In den folgenden Jahrzehnten griffen die Araber auch zur See an. Sie eroberten zu Beginn des 8. Jahrhunderts das Westgotenreich auf der Iberischen Halbinsel und drangen im Osten bis nach Zentralasien vor.
Mehrere Städte ergaben sich oft kampflos bzw. nach Verhandlungen den neuen Herren. Zoroastrier und die als „Leute des Buches“ geltenden Christen und Juden durften ihren Glauben behalten, mussten aber Sondersteuern entrichten und Restriktionen bei der Glaubensausübung akzeptieren. Die Islamisierung der eroberten Gebiete verlief unterschiedlich schnell und ging zunächst eher langsam voran; noch gut 300 Jahre nach der militärischen Eroberung stellten Muslime in vielen Teilen des Reiches nicht die Mehrheit.
Der arabische Vormarsch konnte schließlich im Osten von den Byzantinern gestoppt werden, während den Arabern im Westen nur kleinere Vorstöße in das Frankenreich gelangen. Damit begann im Frühmittelalter die fortdauernde Teilung Europas und des Mittelmeerraums in einen islamischen und einen christlichen Teil, der seinerseits in einen lateinischen Westen und einen von Byzanz dominierten griechischen Osten zerfiel.

## Ausgangssituation
Der islamische Machtbereich erstreckte sich beim Tod des Propheten Mohammed 632 n. Chr. auf die Arabische Halbinsel, deren Randgebiete weitgehend unter der Kontrolle des Byzantinischen Reiches (Ostrom) und des Sassanidenreiches standen.
Diese beiden Großmächte der Spätantike hatten sich bei ihrer Grenzverteidigung lange großteils auf arabische Stämme verlassen. Doch hatte der sassanidische Großkönig Chosrau II. das Reich der Lachmiden, deren Hauptstadt Hira im heutigen Südirak lag, bereits um 602 vernichtet. Ostrom stützte sich seit dem 5. Jahrhundert vielfach auf die teilweise christlichen arabischen Ghassaniden, die südlich von Damaskus herrschten.
Als Mohammed gestorben war, kam es unter den muslimischen Arabern zu einer Abfallbewegung (ridda), da viele Stämme der Ansicht waren, nur dem Propheten selbst verpflichtet gewesen zu sein. Der erste Kalif Abū Bakr entschied sich, weiter an einem nicht nur religiösen, sondern auch politischen Führungsanspruch festzuhalten, und unterwarf die Abtrünnigen militärisch; zugleich hielt man Ausschau nach neuen, gemeinsamen Feinden. Die Araber hatten bereits lange zuvor Plünderungs- und Raubzüge unternommen. Für die folgenden Eroberungszüge gegen Ostrom und Persien kamen religiöse, ökonomische und innenpolitische Motive zusammen, die die Araber antrieben (siehe auch Gründe für den Fall Persiens und für die oströmischen Gebietsverluste).
Begünstigt wurde die arabische Eroberung dabei nicht zuletzt durch die damalige ungewöhnliche Schwäche ihrer Gegner: Sowohl Ostrom als auch Persien waren von einem langen Krieg völlig erschöpft, der von 602/603 bis 628/629 angedauert und alle Ressourcen beansprucht hatte, zumal beide Mächte zuvor im 6. Jahrhundert wiederholt gegeneinander Krieg geführt hatten (siehe Römisch-Persische Kriege). Beide Reiche waren ganz aufeinander fixiert und militärisch nicht auf einen Angriff der Araber eingerichtet. Kurz vor dem Tod des oströmischen Kaisers Herakleios (610 bis 641), der die Sassaniden mit Mühe besiegt und so das Reich noch einmal gerettet hatte, trat die arabisch-islamische Expansion in die Hauptphase ein.

## Islamische Expansion

### Arabische Eroberung des römischen Orients

#### Beginn der arabischen Angriffe

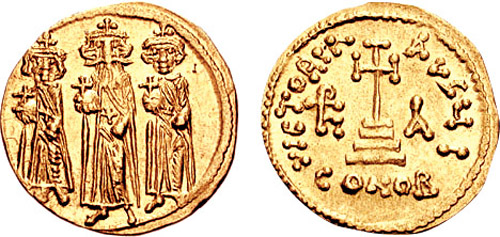
Solidus des Herakleios mit seinen Söhnen Konstantin III. und Heraklonas

Bereits 629 war ein islamisch-arabisches Heer in Palästina eingefallen, jedoch im September bei Muta von oströmischen Truppen geschlagen worden. Da es sich um einen eher kleineren Vorstoß zu handeln schien, erregte dies bei den Oströmern kein besonderes Aufsehen. Tatsächlich scheinen Kaiser Herakleios und seine Berater die Gefahr zunächst nicht adäquat eingeschätzt zu haben. Ende 633/Anfang 634 rückte dann aber eine arabische Armee nach Palästina und Syrien vor (siehe auch Islamische Eroberung der Levante). Herakleios delegierte die Verteidigung (wie schon zuvor) an einige seiner Generäle und scheint zunächst auf Zeit gespielt zu haben, um mehr Informationen über die Angreifer und den neuen Glauben zu erhalten; eventuell spielte auch sein womöglich verschlechterter Gesundheitszustand eine Rolle.
Die folgenden Ereignisse lassen sich aus der teils recht reichhaltigen, aber oft auch problematischen islamischen Geschichtsschreibung (wobei die relevanten erhaltenen Werke erst im 9. Jahrhundert verfasst wurden) und einzelnen christlichen Quellen rekonstruieren. Allerdings ist gerade die frühe Phase der Expansion eher dürftig belegt. Des Weiteren sind die genaue Chronologie, Zahlenangaben und andere Detailfragen oft eher unsicher und in der neueren Forschung ist es umstritten, ob man zu dieser frühen Zeit bereits vom Islam als eigener Religion sprechen kann.
Im Februar 634 schlugen die arabischen Verbände die Oströmer bei Gaza, die sich aber noch bis in den Spätsommer 637 halten konnten. Noch 634 erlitten die Oströmer bei Dathin und Ajnadayn zwei weitere Niederlagen, so dass die arabischen Verbände relativ tief nach Palästina und weiter nach Syrien vorstoßen konnten. 635 eroberten die Araber Damaskus; eine oft angenommene Belagerung ist fraglich, es kam aber in diesem Zusammenhang zu einer vertraglichen Übergaberegelung. Der Kapitulationsvertrag der Stadt Damaskus sollte Modellcharakter erhalten; zumindest spätere Regelungen sahen vor: Die nicht-muslimische Bevölkerung sollte eine Kopfsteuer (dschizya) entrichten, war dafür aber von den islamischen Steuern, der Zakat und der Sadaqa befreit. Außerdem wurde den Christen und Juden die eingeschränkte Ausübung ihrer Religion gewährt.

#### Jarmuk und die Eroberung Syriens
Die Oströmer blieben aber nicht untätig und organisierten eine Gegenoffensive. Im August 636 sahen sich die Araber daher dazu gezwungen, Damaskus und Homs (das antike Emesa) kurzzeitig zu räumen. Ebenfalls im August 636 fand die Schlacht am Jarmuk im heutigen Jordanien statt. Das muslimische Heer wurde von zwei bedeutenden Kommandeuren geführt: Chālid ibn al-Walīd und Abū ʿUbaida ibn al-Dscharrāh. Die Details der folgenden Ereignisse sind problematisch zu rekonstruieren. Die oströmischen Truppen – vielleicht 40.000 Mann, eventuell aber auch deutlich weniger – unter dem Oberkommando des armenischen Generals Vahan waren zwar zunächst wohl in der Überzahl, jedoch erschöpft vom Marsch. Bevor es zur eigentlichen Schlacht kam, fanden wohl seit Juli 636 kleinere Gefechte statt. Offenbar kam es nun zu einem Zerwürfnis zwischen dem patricius Theodorus und Vahan, der daraufhin von den armenischen Soldaten im Heer zum Kaiser ausgerufen wurde. In diesem Moment der Verwirrung griffen die Muslime an, und obwohl sich die überraschten Oströmer noch zu verteidigen versuchten, wurden sie nach einem erbitterten Kampf entscheidend geschlagen, nachdem die Araber ihnen den Rückzugsweg abgeschnitten hatten.
Damit war das bislang christlich-römisch bestimmte Schicksal Syriens und Palästinas faktisch besiegelt, wenngleich die Oströmer die Kämpfe nicht einfach einstellten. So wurde versucht, zumindest Nordsyrien und das römische Mesopotamien zu sichern, was jedoch misslang. Der kaiserliche Statthalter von Nordmesopotamien erkannte, dass er nicht über genügend Truppen zur Verteidigung verfügte, und konnte mit den Arabern zunächst einen Tributfrieden aushandeln; er wurde aber aufgrund einer Intrige von Herakleios abgesetzt, so dass die Muslime 639 erneut angriffen und das Gebiet gegen geringen Widerstand einnehmen konnten.
Kaiser Herakleios, der nur wenige Jahre zuvor mit Mühe die Perser abgewehrt hatte, sah sein Lebenswerk zusammenbrechen und verließ Antiochia, bevor auch diese Stadt an die Araber fiel. Die kaiserlichen Armeen zogen sich nach Kleinasien zurück. Die Städte Syriens leisteten zwar teilweise selbstständig Widerstand, doch letztlich fielen alle an die Eroberer. Spätestens 638 kapitulierte auch das isolierte Jerusalem zu günstigen Bedingungen, während die bedeutende Hafenstadt Caesarea Maritima sich dank der kaiserlichen Flotte noch bis 640/41 halten konnte; nach der Eroberung wurden die dort verbliebenen stationierten kaiserlichen Truppen (angeblich 7.000 Mann) durch die Araber anscheinend massakriert.

#### Eroberung Ägyptens

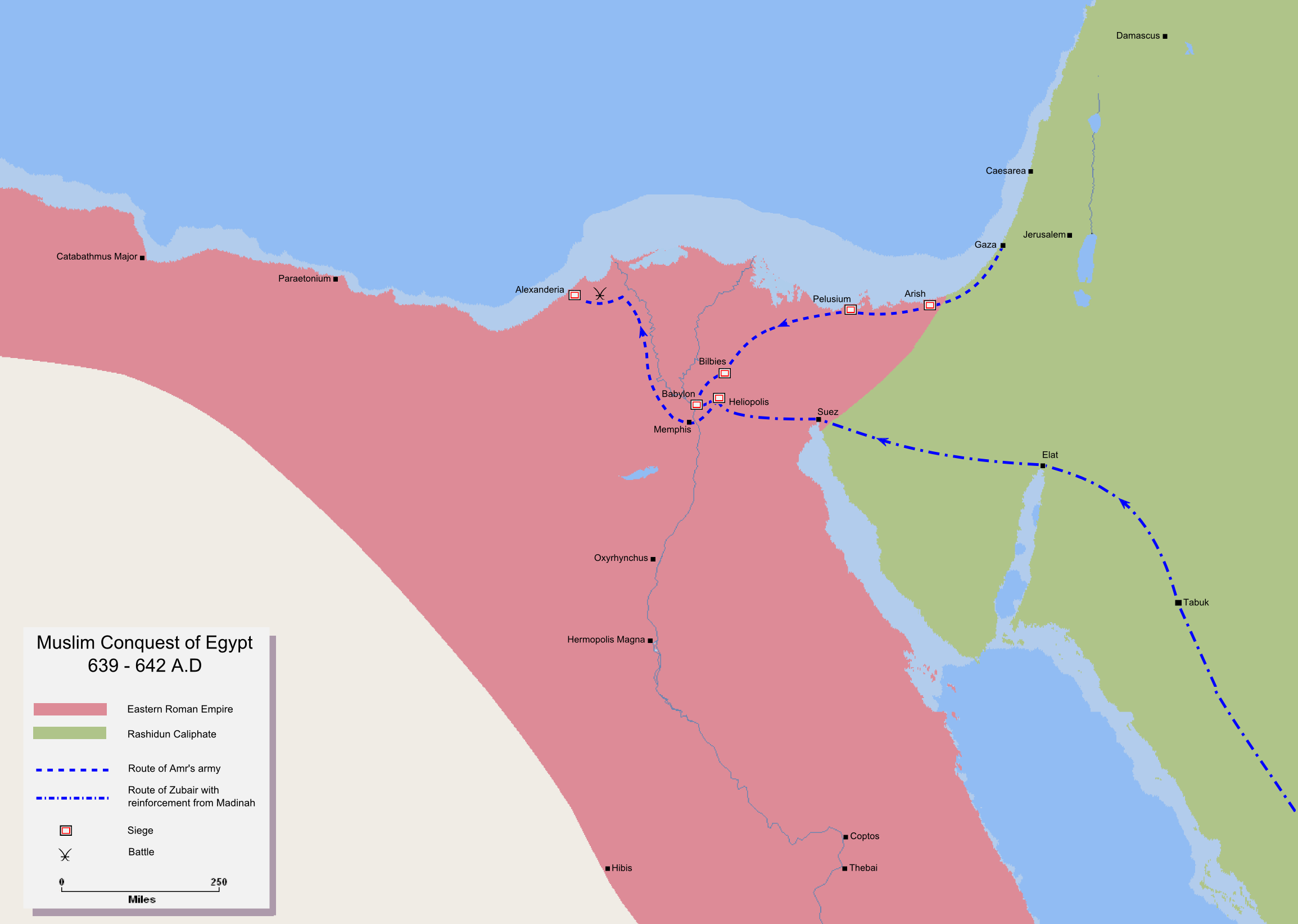
Arabische Invasionsroute in Unterägypten

Den Arabern stand nun keine römische Feldarmee mehr im Weg, so dass sie nach Ägypten vorstießen, der Kornkammer Ostroms. Die Araber scheinen einige befestigte Orte umgangen zu haben, doch ist die Quellenlage für die arabische Eroberung Ägyptens vergleichsweise schlecht. Wohl Ende 639 begann der arabische Vormarsch, dessen erstes Opfer Pelusium war, bevor die Araber in das eigentliche Niltal vordrangen. Das Hauptziel war die strategisch wichtige Festung Babylon (heute Teil von Kairo). Im Juli 640 vernichteten die Araber ein kaiserliches Heer in der Schlacht von Heliopolis, das vom Statthalter Theodoros befehligt worden war. Babylon selbst fiel erst im April 641.
Im Sommer 641 wurde Kyros, der ehemalige Patriarch von Alexandria, zu den Arabern entsandt, um einen Vertrag auszuhandeln. Er konnte mit dem arabischen Befehlshaber vor Babylon eine Vereinbarung erzielen, der zufolge die Oströmer Tribute zahlten und die Araber im Gegenzug versprachen, die Kampfhandlungen in Ägypten für elf Monate einzustellen und den Oströmern den Abzug aus Alexandria zu gestatten. Alexandria, die Weltstadt des Hellenismus, fiel endgültig im September 642 in arabische Hände; eine kaiserliche Gegenoffensive scheiterte. Nachdem der organisierte militärische Widerstand der kaiserlichen Truppen gebrochen war, arrangierte sich der größte Teil der Zivilbevölkerung in Syrien und Ägypten mit den Arabern – dies vielleicht umso eher, als die dortigen Christen zumeist „Miaphysiten“ waren und sich im Dauerstreit mit den „orthodoxen“ Kaisern befunden hatten. Inwieweit Streitigkeiten innerhalb der christlichen Kirche zum Erfolg der Araber beitrugen, ist aber in der Forschung inzwischen wieder sehr umstritten. Von größerer Bedeutung dürfte der Umstand gewesen sein, dass Syrien und Ägypten zuvor jahrelang sassanidisch gewesen und erst seit kurzem wieder oströmisch geworden waren; die kaiserliche Verwaltung hatte dort kaum wieder Fuß fassen können, als die Araber angriffen. Loyalität gegenüber Konstantinopel scheint allenfalls die hellenisierte Elite empfunden zu haben. So hatten die Araber leichtes Spiel, sobald die reguläre Armee des Kaisers geschlagen war. Allerdings kam es im 8. Jahrhundert auch mehrmals zu Aufständen der christlichen Kopten gegen die arabischen Herrscher.
Im Süden stießen die Araber in das alte Nubien vor, in die christlichen Königreiche Nobatia und Makuria, wo ihnen die einheimischen Verteidiger jedoch erbitterten Widerstand leisteten und der arabische Vorstoß abgebrochen werden musste. Das Verhältnis zwischen den christlichen nubischen Königreichen und Ägypten wurde dann 652 in einem Vertrag (Baqt) geregelt, der auch den wechselseitigen Warenaustausch gestattete.

#### Weitere arabische Vorstöße auf oströmisches Gebiet
Im Kaukasusraum waren die Araber ebenso um Geländegewinne bestrebt. Das christliche Armenien wurde wiederholt von arabischen Truppen angegriffen und unterstellte sich 652/53 für günstige Bedingungen der arabischen Herrschaft, wofür Theodoros Rštuni jedoch in armenischen Quellen scharf kritisiert wurde. 655 wurde der arabische Vormarsch im Kaukasus durch die Chasaren gestoppt, die eine arabische Streitmacht bei Derbent angriffen, wobei sich die Araber eilig zurückziehen mussten.
In Kleinasien verhinderte die Gebirgskette des Taurus ein schnelles Vordringen; dies rettete den Rumpf des Imperiums vor dem Untergang. Die Oströmer nutzten recht erfolgreich eine Taktik der verbrannten Erde, dezentralisierten die Verteidigung und wichen einer erneuten großen Feldschlacht aus, so dass Kleinasien von ihnen trotz häufiger arabischer Raubzüge (Razzien) letztlich gehalten werden konnte. Die Oströmer bewiesen damit, dass sie notfalls flexibel auf militärische Herausforderungen reagieren konnten. Der mehrjährige innerarabische Bürgerkrieg ab 656 verschaffte ihnen zudem eine entscheidende Atempause, wobei Muʿāwiya I. 659 einen begrenzten Waffenstillstand schloss. Die Oströmer, deren Widerstand nach der Schlacht von Phoinix 655 schon fast gebrochen gewesen war, konnten diese Phase nutzen, um ihre Verteidigung zu reorganisieren (siehe Themenordnung). Konstans II., der Enkel des Herakleios, konnte die oströmische Position im Kaukasusraum stabilisieren und verlegte dann nach einem Feldzug gegen die Langobarden in Italien die kaiserliche Residenz für einige Jahre nach Sizilien, um einen Gegenschlag vorzubereiten, zu dem es aber nicht kam. Zwei großangelegte arabische Angriffe auf die Hauptstadt Konstantinopel wurden danach abgewehrt (siehe unten); doch genügten die oströmischen Kräfte, die nach dem langen Perserkrieg erschöpft waren, nicht mehr für eine größere Gegenoffensive.
In Nordafrika kämpften sich die Araber bis ins heutige Marokko vor und beendeten dort die oströmische Herrschaft. Bereits kurz nach der Eroberung Ägyptens unternahmen sie Vorstöße in die Region des heutigen Libyens, wo im Jahr 643 Tripolis an sie fiel. Ein oströmischer Gegenvorstoß im Jahr 647 durch den ehemaligen Exarchen von Karthago, Gregor, der sich gegen Kaiser Konstans II. erhoben hatte, scheiterte und kostete ihn das Leben. 670 stießen die Araber schließlich weiter nach Africa vor (wovon sich die arabische Bezeichnung Ifrīqiya ableitet). Das oströmische Karthago vermochte sich noch bis 697/698 zu halten, zumal die Berber zunächst die Araber bekämpften, wie sie zuvor auch die Römer bekämpft hatten. Der effektive Widerstand gegen die Araber in Nordafrika war gebrochen, allerdings kam es auch später noch immer wieder zu Aufständen der Berber, so im Jahr 740.

#### Folgen der arabischen Expansion
Ostrom bzw. Byzanz verlor mit den vorderorientalischen Besitzungen zwei Drittel seines Territoriums und seiner Steuereinnahmen sowie mehr als die Hälfte der Bevölkerung. Vor allem der Verlust Ägyptens war aufgrund der enormen Wirtschaftskraft und des sehr hohen Steueraufkommens schmerzhaft. Hinzu kam, dass das ägyptische Getreide für Konstantinopel von großer Bedeutung war. Allerdings zeigt die Entwicklung während des 628 beendeten Perserkriegs, in dessen Verlauf Ägypten und Syrien jahrelang von den Persern besetzt gewesen waren, dass Byzanz grundsätzlich auch ohne die Kraft der orientalischen Provinzen überlebensfähig war.
Die arabischen Razzien führten in Kleinasien zum Untergang der meisten Poleis, die nun aufgegeben oder durch kleine, befestigte Siedlungen – man nannte ein solches Wehrdorf Kastron – ersetzt wurden. Zahlreiche Flüchtlinge strömten in die verbliebenen oströmischen Gebiete und stärkten somit langfristig gesehen das Kaiserreich, das im 7. Jahrhundert seinen lateinischen Charakter in beträchtlichen Teilen einbüßte und nun auch im staatlichen Bereich (kulturell war Ostrom schon zuvor überwiegend griechisch geprägt) weitgehend gräzisiert wurde. Byzanz brauchte längere Zeit, um sich zu erholen und wieder zu einer (begrenzten) Offensive überzugehen, wenngleich einige byzantinische Gegenschläge noch in den 670er Jahren erfolgten. Im Inneren wurden als Reaktion auf die außenpolitische Bedrohung noch im 7. Jahrhundert Militärdistrikte eingerichtet, die sogenannten Themen. Dies führte zu einer Stabilisierung der Lage, doch blieb der Verlust nordafrikanischer Territorien wie auch von großen Teilen Syriens und Palästinas endgültig; er besiegelte das Ende der spätantiken Phase des Reiches, das in der Folge administrativ, militärisch und strukturell einen massiven Wandel durchlief. Die alte senatorische Aristokratie verschwand fast ganz und mit ihr die antike Lebensart sowie der Großteil der klassischen Bildung. Sie wurde durch eine neue Elite aus militärischen Aufsteigern ersetzt. Es ist denn auch kein Zufall, dass sich das Reich unter den Kaisern der syrischen Dynastie stabilisierte, die militärisch wieder erfolgreich agierten.
Die Lage für die christliche Bevölkerung in den eroberten Gebieten ist differenziert zu bewerten. Trotz einer insgesamt toleranten Haltung der arabischen Eroberer berichten mehrere Quellen, dass diese Eroberungen nicht ohne Gewaltakte an der Bevölkerung abgelaufen sind. Der ägyptische Christ Johannes von Nikiu berichtet in seiner wohl um 660 verfassten Chronik von Übergriffen seitens der Araber während der Eroberung des Nillandes, wenngleich andere Quellen ein positiveres Bild vermitteln. Die arabischen Eroberungszüge verliefen offensichtlich allgemein nicht ohne Zerstörungen und Plünderungen sowie (wie das oben genannte Beispiel Caesarea zeigt) zumindest einzelnen Gräueltaten. Die Christen, die noch längere Zeit in der Mehrheit waren, konnten zwar grundsätzlich ihren Glauben eingeschränkt ausüben, dennoch kam es bereits im späten 7./frühen 8. Jahrhundert verstärkt zu repressiven Maßnahmen und (staatlich begünstigten) Übergriffen auf Nichtmuslime (siehe unten).

### Arabische Eroberung des sassanidischen Perserreiches

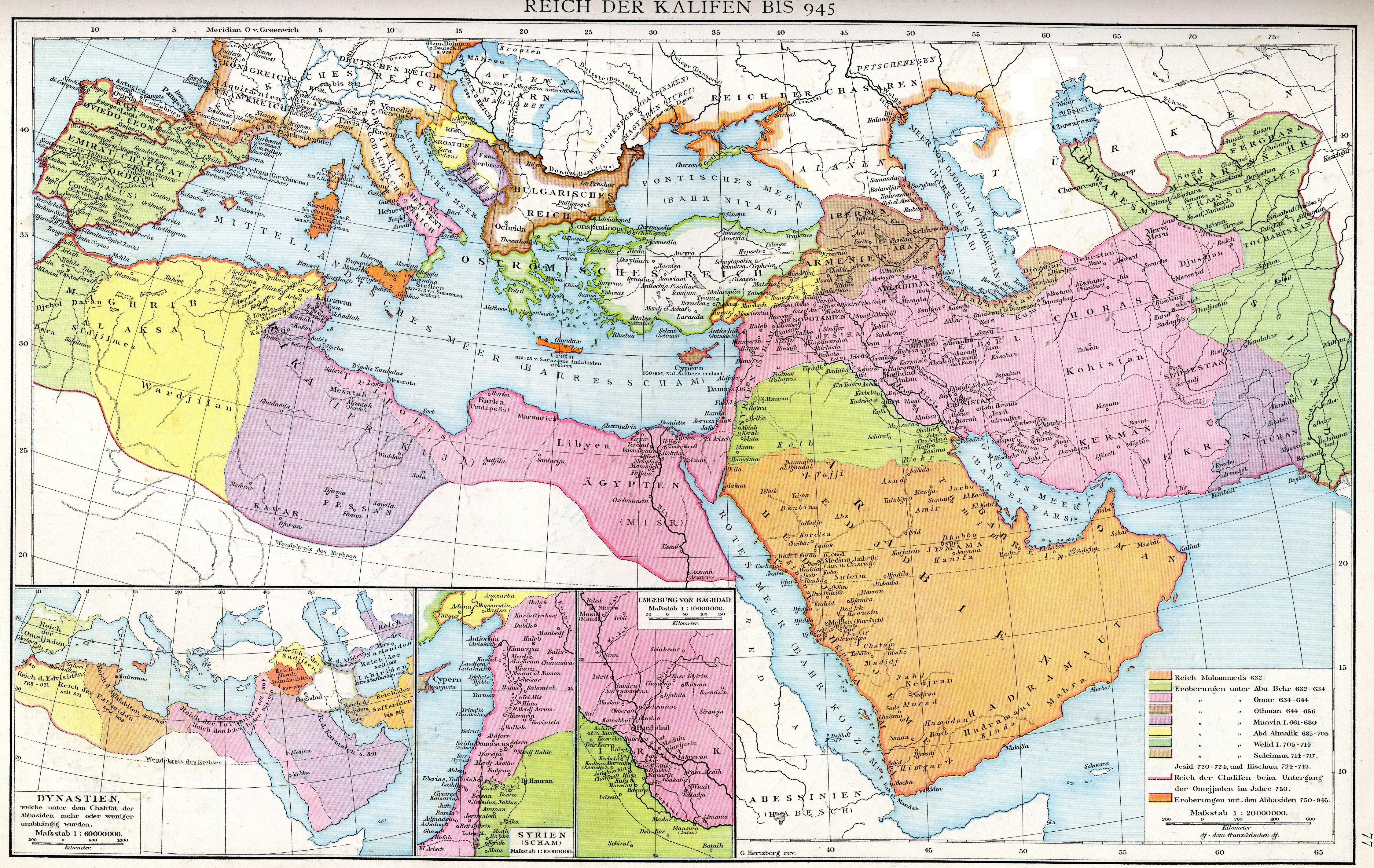
Die islamische Expansion bis 945.
Aus G. Droysens Historischem Handatlas, 1886

Etwa gleichzeitig mit der Invasion der römischen Besitzungen begann auch die Eroberung des Sassanidenreichs, das seit über 400 Jahren neben dem Römerreich die wichtigste Macht in der Region gewesen war. Die Lage für Persien, wo der Zoroastrismus dominierte, aber auch das Christentum eine nicht unwichtige Rolle spielte, war strategisch zu diesem Zeitpunkt ungünstig. Der Puffer, den die arabischen Lachmiden als persische Vasallen gebildet hatten, war bereits zur Zeit von König Chosrau II. weggefallen.
Besonders die nach 628 einsetzenden Machtkämpfe und Bürgerkriege nach dem Krieg gegen Herakleios schwächten das persische Widerstandsvermögen gegen die muslimischen Araber. In den vier Jahren zwischen 628 und 632 regierten acht Herrscher und zwei Herrscherinnen (teils zeitgleich in verschiedenen Teilen des Reiches). Erst Ende 632 war wieder eine relative innere Ruhe eingekehrt; als die arabischen Angriffe begannen, organisierte der neue, noch sehr junge Großkönig Yazdegerd III. die Verteidigung. Tatsächlich konnte ein erster arabischer Angriff 634 in der Schlacht an der Brücke erfolgreich abgewehrt werden; doch erneute innere Wirren hinderten die Sassaniden daran, diesen Sieg auszunutzen. Der sassanidische spahbedh („Reichsfeldherr“) Rostam Farrochzād, der die westlichen Grenztruppen befehligte, musste nach dem Sieg vielmehr mit seinen Truppen nach Ktesiphon ziehen, um dort eine Revolte zu unterdrücken. Die Araber nutzten dies, um sich neu zu formieren.
Die Perser stellten sich dem weiteren Vordringen der Araber dennoch entgegen, zumal das sassanidische Heer trotz des langen Krieges gegen Ostrom durchaus noch kampfstark war. Ob die schwergepanzerte sassanidische Kavallerie der leichten, schnell operierenden arabischen Reiterei grundsätzlich unterlegen war, wie oft vermutet wird, ist durchaus unklar. Bei Kadesia im Südirak kam es im Januar 638 (nicht 636 oder 637) zur zweiten großen Schlacht, über die aber nur wenig konkret bekannt ist. Rostam Farrochzād kam diesmal nach erbittertem Kampf ums Leben, und den Arabern fiel das reiche Mesopotamien samt der sassanidischen Hauptresidenz Ktesiphon in die Hände. Der schnelle Zusammenbruch der sassanidischen Grenzverteidigung im Zweistromland war dabei vielleicht auch durch die Reformen bedingt, die Chosrau I. im 6. Jahrhundert durchgeführt hatte: Seither stand immer nur eine Grenzarmee eventuellen Angreifern gegenüber, während in der Tiefe keine weiteren Truppen gestaffelt waren. Überdies scheinen sich eine Reihe von Aristokraten nicht am Kampf gegen die Invasoren beteiligt zu haben. Die Araber drangen anschließend nach Chuzestan vor.
Die weiteren Abwehrmaßnahmen der Perser verliefen zunächst unkoordiniert, später verstärkte sich der Widerstand aber wieder. Yazdegerd III. zog sich in das iranische Hochland zurück, wo der König neue Ressourcen mobilisieren konnte. Besonders im persischen Kernland, der iranischen Hochebene östlich des Tigris, kamen die Araber anfangs nur langsam voran. Tatsächlich scheinen die Araber überlegt zu haben, ob ein weiterer Vorstoß Sinn ergeben würde, da man wohl die Risiken erkannte. Aber 642 bereitete Yazdegerd III. eine große Gegenoffensive vor, und so versammelten auch die Araber ein starkes Heer und griffen zügig an, um der sassanidischen Attacke zuvorzukommen. Bei Nehawend (südlich des heutigen Hamadan) kam es zur Entscheidungsschlacht. Die Perser waren wohl in der Überzahl, allerdings sind Zahlen von 150.000 Mann oder mehr dem Bestreben arabischer Chronisten zuzuschreiben, den Sieg noch glorreicher erscheinen zu lassen. Konkrete Angaben sind nur schwer zu machen: Dass die Araber über 30.000 Mann in die Schlacht führten, scheint plausibel; das sassanidische Heer dürfte zahlenmäßig allenfalls leicht überlegen gewesen sein. Die zeitlich nächste Quelle, der armenische Chronist Sebeos, spricht von 40.000 Arabern und 60.000 Sassaniden. Zunächst schienen die Perser zu siegen, doch dann wurden sie von den Arabern, die selbst schwere Verluste erlitten, offenbar durch eine Finte aus ihrer Stellung gelockt (man spiegelte wohl vor, Verstärkungen erhalten zu haben) und nach hartem Kampf niedergemacht. Die Soldaten des Königs unterlagen, und damit stand auch das iranische Hochplateau den Invasoren offen.
Der organisierte Widerstand brach nicht sofort zusammen, wenngleich sich mehrere persische Adlige offenbar mit den Invasoren arrangierten. Die Zeit der Wirren zwischen 628 und 632 hatten die sassanidische Herrschaftsgewalt beschädigt, denn Yazdegerd wurde, wie anhand von Münzprägungen belegbar, nicht im gesamten Reich unangefochten anerkannt und konnte sich immer nur regional Autorität verschaffen; letztlich handelte es sich um keine zentralisierte Königsgewalt mehr, sondern eher um ein Reisekönigtum. Dies erschwerte die koordinierte Abwehr gegen die Araber erheblich, während regionale Adelige (siehe auch Dehqan) an Macht gewannen und diese auch zum Schaden des Königtums einsetzten. Einige Einheiten der sassanidischen Reiterei liefen in der Endphase sogar teils zu den Arabern über: Sie wurden im Süden des heutigen Iraks angesiedelt und spielten einige Zeit als Asāwira militärisch eine nicht unwichtige Rolle im frühen Kalifat; sie wurden auch nicht zum Übertritt zum Islam verpflichtet.
In der Bevölkerung kam es in den folgenden Jahren dennoch immer wieder zu Aufständen, wobei die Araber wohl teils als „Teufel“ bezeichnet wurden. Des Weiteren benötigten die Araber einige Zeit, um verschiedene befestigte Städte zu erobern, deren Besatzungen oft nicht einfach aufgaben (Istachr und Jur hielten noch im Jahr 650 aus). Während die Araber in das persische Herzland vordrangen, unternahmen sie gleichzeitig an der iranischen Küste systematische Vorstöße. In einigen Regionen sollten die Perser allerdings noch jahrzehntelang erbittert Widerstand leisten. Tatsächlich brauchten die Araber zur Eroberung des Sassanidenreichs länger als für die Eroberung Syriens und Ägyptens von den Oströmern. Die Eroberung Irans war denn auch mit erheblichen Verlusten verbunden. Dies scheint die Araber in ihrer Entschlossenheit bestärkt zu haben, eine vollständige Unterwerfung der Sassaniden zu erreichen. Bei der Einnahme von Istachr richteten sie sogar ein Massaker unter der Bevölkerung an, die loyal zu Yazdegerd gestanden hatte; angeblich sollen 40.000 Menschen getötet worden sein.
Yazdegerd III., der nach 642 vergeblich um einen koordinierten Widerstand bemüht war, zog sich schließlich in den äußersten Nordosten des Reiches nach Merw zurück. Dort wurde er 651 von einem Untergebenen getötet – noch Jahrhunderte später trugen dessen Nachfahren aufgrund dieser Tat den Beinamen „Königsmörder“. Versuche seines ältesten Sohnes Peroz, die Macht mit chinesischer Hilfe wieder zu erringen, scheiterten; er starb im Fernen Osten am Hof der Tang-Kaiser.
Das Sassanidenreich und damit die letzte Reichsbildung des Alten Orients verschwand so von der Bühne der Weltgeschichte, auch wenn die sassanidische Kultur einen starken Nachhall im Kalifat der Abbasiden fand und somit den staatlichen Untergang überdauerte. Generell scheint die arabische Kontrolle über das iranische Kernland kaum umfassend gewesen zu sein. Die unterworfenen Perser (deren Glaubensausübung beschränkt, aber nicht verboten wurde) wurden vor allem ökonomisch in das neue Großreich einbezogen, kulturell behielten sie viel von ihrer Eigenständigkeit. Erst um 900 bildeten die Muslime in Iran die Mehrheit gegenüber Zoroastriern und (besonders im westlichen Sassanidenreich verbreitet) Christen; noch im 11. Jahrhundert sind bedeutende zoroastrische Minderheiten bezeugt, zoroastrische Feuer brannten im Südosten Irans sogar noch im 13. Jahrhundert. In einem im 9. oder 10. Jahrhundert entstandenem mittelpersischen zoroastrischen Text (Škand Gumānīg-Wizār) wurde sogar scharf gegen den Islam polemisiert. Bezeichnenderweise behielten die Perser im Gegensatz zu den meisten anderen von den Arabern eroberten Völkern auch ihre Sprache bei, und mehrere mächtige Adelsgeschlechter, die sich rechtzeitig mit den Arabern verständigt hatten, behielten ihre Stellung noch über Jahrhunderte.

### Zentralasien und Sindh
Im Osten drangen die Araber um 700 nach Zentralasien und später weiter bis an die Grenzen Chinas und Indiens vor. Das spätantike Zentralasien war ein politisch zersplitterter Raum mit Lokalherrschern und (halb)nomadischen Steppenvölkern. In Transoxanien eroberten die Araber nach und nach die türkischen Besitzungen, verbunden mit deren langsamen und folgenschweren Islamisierung. Ebenso setzte unter Qutaiba ibn Muslim die arabische Unterwerfung der Stadtstaaten Sogdiens ein. Paykand fiel 706, Buchara 709 und Samarkand 712 (wo der türkische Stadtherr Ghurak im Amt bestätigt wurde, der sich später aber gegen die Araber erhob). Hierbei wurde den Arabern allerdings hartnäckig Widerstand geleistet. Eine sogdische Revolte im Jahr 722 scheiterte, wobei Dēwāštič, Herr von Pandschakent, von den Arabern hingerichtet wurde.
Die Araber mussten im Lauf der Kämpfe mit der türkischen Stammesgruppe der Türgesch (die das politische Erbe der Westtürken antraten und sich sogar mit dem mächtigen tibetischen Reich verbündeten) unter Suluk, anderen Stammesgruppen und den sogdischen Stadtstaaten aber auch mehrere schwere Rückschläge hinnehmen, wodurch der weitere arabische Vormarsch stark behindert wurde. So erlitten die Araber 724 eine schwere Niederlage, die von Tabari als „Tag des Durstes“ bezeichnet wurde und die einen Aufstand gegen die Araber in Transoxanien auslöste, so dass die Araber zeitweise mehrere Städte aufgeben und nur Samarkand halten konnten; 731 konnte ein muslimisches Heer nur knapp der Vernichtung entgehen. Erst der Tod Suluks im Jahr 738 scheint den organisierten Widerstand beendet zu haben. Dennoch bekämpften Regionalherrscher (wie beispielsweise im Raum des heutigen Kabul, siehe Turk-Schahi und Hindu-Shahi) die arabischen Invasoren noch mehrere Jahrzehnte.

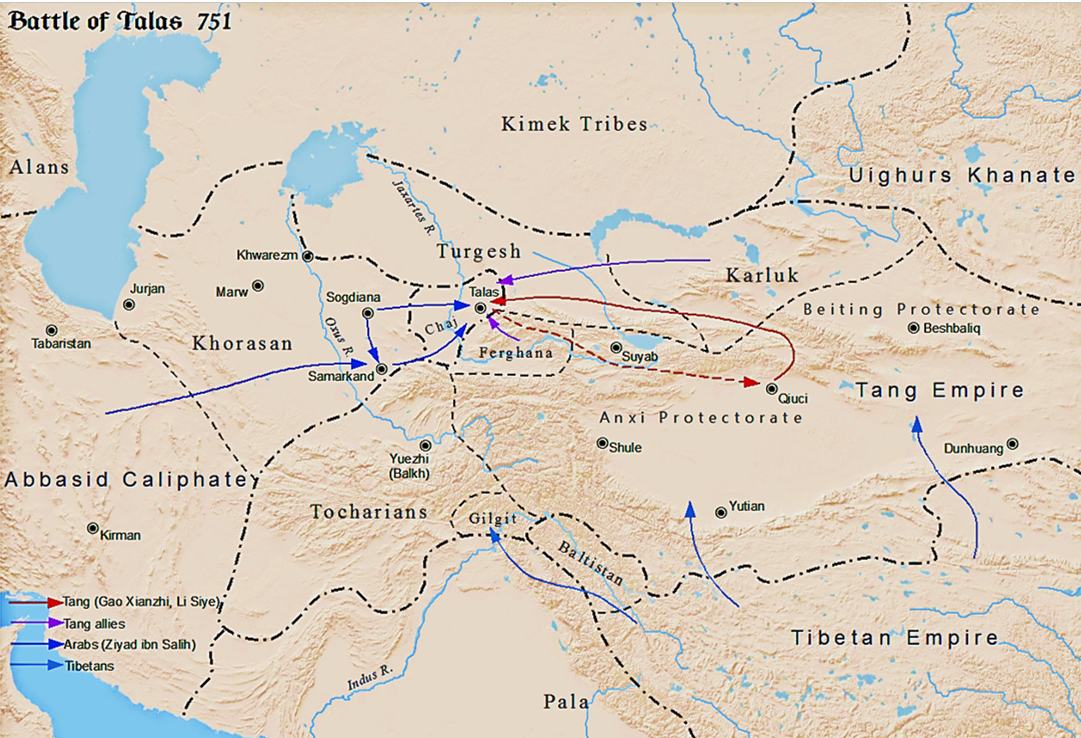
Feldzüge der Araber und Chinesen in Zentralasien um 750.

Nicht nur die Araber, auch die chinesische Tang-Dynastie verfolgte in Zentralasien eigene Interessen. Suluk wurde 736 sogar von einem chinesischen Heer besiegt, bevor er 737 den Arabern unterlag und ein Jahr später ermordet wurde. Nachdem der organisierte Widerstand gegen die Araber faktisch erloschen war, kam es zwischen dem Kalifat und den Chinesen zur offenen Konfrontation. Im Sommer 751 besiegten die Araber in der Schlacht am Talas ein chinesisches Heer. Die Bedeutung der Schlacht wurde wohl teils übertrieben. Allerdings wurde der chinesische Einfluss in Zentralasien letztlich zu Gunsten des arabisch-islamischen zurückgedrängt.
Um 710 unternahmen die Araber auch erste Vorstöße nach Sindh, wofür die Quellenlage allerdings sehr schlecht ist. Ein weiteres Ausgreifen nach West- und Zentralindien wurde jedoch in der Folgezeit durch die arabische Niederlage gegen die dortigen Regionalherrscher der Rashtrakutadynastie verhindert, deren Armeen den arabischen Truppen in der Schlacht um Rajasthan durchaus gewachsen waren.

### Arabische Eroberungen in Europa
Die Araber rüsteten sich unter dem Kalifen Umar Ibn al-Chattab als Seemacht und trafen damit den Lebensnerv von Byzanz. 649 unternahmen sie einen Vorstoß nach Zypern (dessen Einnahmen 688 vertraglich zwischen Byzanz und dem Kalifat aufgeteilt wurden). 654 plünderten die Araber Rhodos, 655 konnten sie in der Schlacht von Phoinix das erste Mal eine byzantinische Flotte schlagen, wenngleich die Byzantiner weiterhin über eine beachtliche Flotte verfügen konnten.
717/18 belagerten sie Konstantinopel, ohne dass ihnen die Einnahme gelang; ob es auch 674 bis 678 zu einer regelrechten Belagerung kam, ist in der neueren Forschung hingegen umstritten. Dem Aufhalten der arabischen Expansion durch den überaus fähigen byzantinischen Kaiser Leon III. kommt wohl der bedeutendere Rang zu als dem späteren, oft überschätzten Sieg der Franken (siehe unten). Leon konnte die Araber auch 740 in Kleinasien schlagen. Mit den byzantinischen Erfolgen war der arabisch-islamische Vorstoß in Kleinasien beendet, da auch die Ressourcen bei weitem überstrapaziert waren. Kämpfe der Araber mit den Chasaren im Kaukasusraum verliefen für die Araber eher ungünstig (722 wurde ein arabischer Verband gestellt und vernichtet, 726 wurde der arabische Gouverneur von Armenien getötet), so dass sich beide Seiten schließlich verständigten.
Nach der Eroberung der nordafrikanischen Küstengebiete landeten im Jahr 711 muslimische Truppen (vorwiegend Berber) unter Tāriq ibn Ziyād bei Gibraltar (Berg des Tariq), eventuell dank der Hilfe eines gewissen Julian (möglicherweise Statthalter von Ceuta, allerdings wird Julian in der modernen Forschung oft als fiktive Person betrachtet). Die Westgoten unter König Roderich wurden im Juli 711 in der Schlacht am Río Guadalete geschlagen. 711 bis 719 wurde das Westgotenreich auf der Iberischen Halbinsel erobert. 720 fiel Narbonne an die muslimischen Truppen (der Landstrich um Narbonne wurde von ihnen bis 759 gehalten), die immer wieder auf fränkisches Gebiet vordrangen. Ein Vorstoß in das Frankenreich im Jahr 732 wurde durch Karl Martell in der Schlacht von Tours und Poitiers gestoppt, doch ist die Bedeutung der Schlacht lange Zeit eher überschätzt worden, zumal es sich wohl um einen begrenzten Raubzug gehandelt hat. In der Folgezeit entstand, nach dem Ende des umayyadischen Kalifats, in Al-Andalus ein selbständiges umayyadisches Reich, das Emirat von Córdoba, das später zum Kalifat von Córdoba wurde.

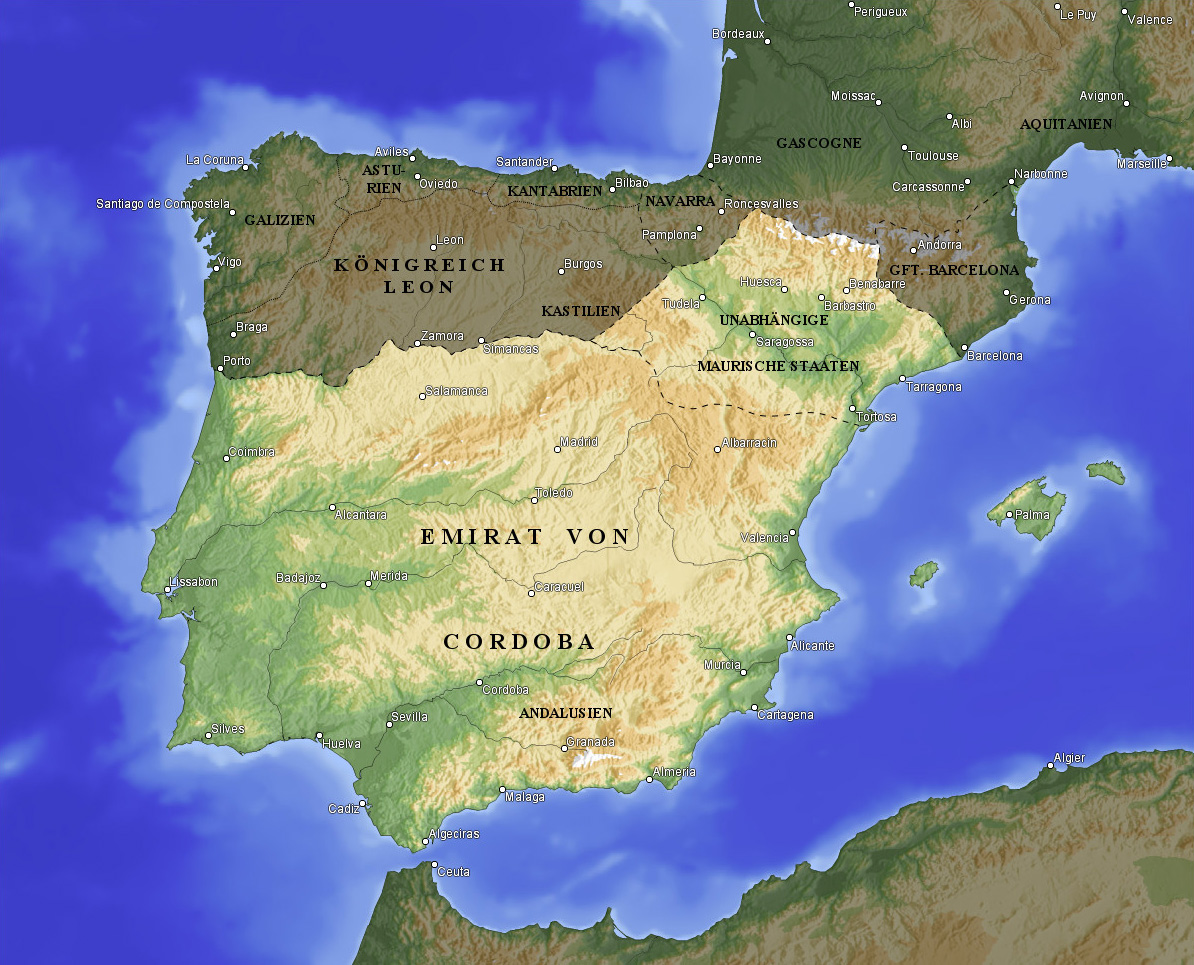
Al-Andalus, das von Muslimen eroberte Gebiet der Iberischen Halbinsel um 910

Damit verlor die erste große und entscheidende Phase der arabisch-islamischen Expansion an Dynamik, zumal die Ressourcen des Kalifats begrenzt waren. Die Araber gingen im 9. Jahrhundert aber noch wiederholt gegen Byzanz vor. 827 landeten sie auf Sizilien und brachten die Insel um 900 in ihre Gewalt (Fall von Syrakus 878, Fall Taorminas 902). Im östlichen Mittelmeerraum konnten die Araber einige Zeit erfolgreich agieren, teils in Form offener Piraterie (z. B. Leon von Tripolis), wenngleich die byzantinische Flotte keineswegs ausgeschaltet war. 823/28 eroberten die Araber Kreta, was ein schwerer Schlag für die Byzantiner war. Im 10. Jahrhundert erfolgten dann allerdings die erfolgreichen byzantinischen Gegenoffensiven: 961 erfolgte die Rückeroberung Kretas, Zypern fiel 965 an die Byzantiner, die kurzzeitig auch nach Syrien vordrangen. Ab dem 12. Jahrhundert erfolgte eine Schwächung der islamischen Kräfte durch die Kreuzzüge. Im Westen wurden die islamischen Emirate ab dem Hochmittelalter Stück für Stück zurückgedrängt: auf der Iberischen Halbinsel durch die Reconquista der christlichen Könige, die 1492 ihren Abschluss fand, und im 11. Jahrhundert durch die normannische Eroberung Siziliens.

## Administrative Maßnahmen der Araber in den eroberten Gebieten
In Syrien teilten die Araber das Land nach byzantinischem Vorbild in vier Verwaltungsregionen auf. Es wurden auch ehemalige Verwaltungsbeamte übernommen, was zur Folge hatte, dass Griechisch (in den ehemaligen oströmischen Gebieten) und Persisch (im ehemaligen Sassanidenreich) als Verwaltungssprache weiterhin benutzt wurden. Die griechische Verwaltung wurde von Damaskus aus geregelt, die persischsprachige von Kufa aus; erst in der Regierungszeit Abd al-Maliks wurden beide Sprachen in der Verwaltung durch das Arabische ersetzt und zurückgedrängt. Dieser Prozess verlief allerdings offenbar recht langsam, denn noch im frühen 8. Jahrhundert war die amtliche Korrespondenz des ägyptischen Statthalters Korrah ben Sharik (Qurra ibn Sharik, amtierte von 709 bis 715) auch in griechischer Sprache verfasst, wie erhaltene Papyri belegen.
Des Weiteren benutzten die Araber zunächst die im Umlauf befindlichen byzantinischen und sassanidischen Münzen, die oft nur leicht verändert nachgeprägt wurden, bis sie selbst neue Münzen prägten, die keine Bilder mehr aufwiesen. Die Araber gründeten auch neue Städte (Kufa, Basra, Fustat, Kairouan, Fès), die zunächst als Militärlager dienten, aber schließlich die Funktion von Verwaltungs- und Kulturzentren übernahmen. Die Eroberer stützten sich im Wesentlichen auf die urbanen Zentren, die zugleich Wirtschaftszentren waren und den zentralen wirtschaftlichen Interessen der Araber dienten. Die arabische Verwaltung für Ägypten wurde zunächst von Fustat aus organisiert, worüber erhaltene Papyri interessante Einblicke erlauben.
Offenbar änderten die Araber relativ wenig an den bestehenden Verwaltungssystemen, die ohnehin effektiv gearbeitet hatten. Neuere Studien anhand mittelpersischer Quellen belegen dies auch etwa für das Besteuerungssystem im post-sassanidischen Persien, wo Nicht-Muslime eine zusätzliche Grundsteuer zu entrichten hatten, doch sind einige Details unklar. Zunächst war der neue Großstaat aber wohl relativ locker aufgebaut, wobei die Gouverneure weitgehend freie Hand hatten. Erst Muawiya I., der eigentliche Organisator des Kalifenreiches, schuf eine straffere Zentralverwaltung. Dabei waren in den ehemals oströmischen/byzantinischen Gebieten zunächst immer noch überwiegend Christen tätig, wie etwa Sarjun ibn Mansur, der unter Muawiya für die Finanzen zuständig war. Die zahlreichen christlichen Beamten wurden erst mit der Zeit aus ihren Posten verdrängt, da sie lange unentbehrlich waren. Die Islamisierung bzw. Arabisierung der eroberten Gebiete zog sich über einen längeren Zeitraum hin und machte anfangs nur langsam Fortschritte. Dazu trug bei, dass erst in der Abbasidenzeit die Aufstiegsmöglichkeiten für nicht-arabische Muslime zunahmen.

## Lage anderer Religionen unter muslimischer Herrschaft
Nach damaliger Auslegung des islamischen Gesetzes waren die muslimischen Herrscher dazu verpflichtet, die Gegenwart anderer Buchreligionen – also Christen, Juden und in Persien auch die mit den im Koran in Sure 22:17 erwähnten Sabäern identifizierten Zoroastrier – zu tolerieren, anders als Polytheisten. Sie durften ihren Glauben behalten, in kleinen Gemeinschaften ausleben und nicht dazu gezwungen werden, diesen aufzugeben.
Die christlichen Kirchen in Ägypten (vor allem die Koptisch-orthodoxe Kirche), Syrien (vor allem die Syrisch-Orthodoxe Kirche von Antiochien) und Mesopotamien (vor allem die Assyrische Kirche des Ostens) behielten noch längere Zeit ihre Bedeutung und die Mehrheit der Bevölkerung unter arabischer Herrschaft blieb noch lange christlich. Einige Christen arbeiteten zunächst weiterhin in der Verwaltung des Kalifenreichs, andere waren am Kalifenhof als Gelehrte tätig, wie z. B. Mitte des 8. Jahrhunderts Theophilos von Edessa. Die arabische Herrschaft stieß nach Abschluss der Eroberung zunächst anscheinend auf keinen nennenswerten Widerstand, zumal die Araber die alte Verwaltungsordnung nutzten und sich so gesehen zunächst relativ wenig änderte.
Im Koran wird strikt zwischen den Muslimen und Andersgläubigen unterschieden, so dass Christen und Juden zwar ein Teil-Glaube zugestanden, ihnen aber auch ein Teil-Unglaube unterstellt und der Absolutheitsanspruch beider Religionen bestritten wird, da der Islam der einzig wahre Glaube sei. Die Zoroastrier stellten einen Sonderfall dar und gehörten streng genommen keiner Offenbarungsreligion an. Nach einigem Zögern wurden sie aber von muslimischen Religionsgelehrten mit einbezogen, den Sabäern gleichgestellt und somit nicht mehr als Götzenverehrer betrachtet, die zwangsbekehrt werden sollten. Die Überlieferung zeigt zudem, dass muslimische Autoren (später vor allem solche persischer Abstammung) ein recht großes Interesse am Zoroastrismus hatten und iranische Elemente teils die frühe arabisch-islamische Literatur beeinflusst haben. Allerdings kam es später auch zu Zoroastrierverfolgungen durch muslimische Herrscher.
Des Weiteren wurden die Mandäer mit den Sabäern identifiziert. Später, um Schutz und Rechte unter muslimischer Herrschaft zu erhalten, zählten sich zudem die Sabier zu den im Koran genannten Sabäern. Unter islamischen Autoritäten und Exegeten kam es daraufhin zu diversen Verwechslungen und Verschmelzungen unter den verschiedenen, mit den Sabäern identifizierten Religionen in Recht und Exegese.
Die Andersgläubigen mussten eine spezielle Kopfsteuer (Dschizya) entrichten, durften ihren Glauben behalten und in eigenen Gemeinden, deren innere Angelegenheiten sie allerdings selbst regeln mussten, ausüben. Dennoch war ihnen der Neubau von Synagogen und Kirchen in Städten und größeren Ortschaften untersagt und sie durften keine Waffen tragen, wenngleich unter den ersten Kalifen christliche Araber als Soldaten dennoch zwangsverpflichtet wurden und Andersgläubige auch zu militärischen Hilfsdiensten verpflichtet waren. Ebenso wurden im Erbrecht Einschränkungen vorgenommen und teils spezielle Kleidungsvorschriften erlassen. Durch diese Maßnahmen wurde deutlich hervorgehoben, dass die nichtmuslimische Mehrheitsbevölkerung den Muslimen rechtlich keineswegs gleichgestellt war. Dieser Status wird als Dhimma bezeichnet, der neben Juden und Christen auch den Zoroastriern (sowie den Sabiern, die aber eher eine lokale Rolle spielten) zuerkannt wurde. Demnach handelte es sich um „Schutzbefohlene“, deren Religion eine gewisse Freiheit genießt, aber grundsätzlich dem Islam unterworfen ist, deren Anhänger nicht als vollwertige Gläubige anerkannt sind und gegen die im Koran teilweise durchaus auch polemisiert wird. Hierbei stand nicht zuletzt die Anerkennung der prophetischen Sendung Mohammeds und die koranische Offenbarung im Zentrum der muslimischen Betrachtungen, da diese Aspekte im Judentum und im Christentum freilich nicht vorkamen. Viele Bestimmungen gehen hierbei noch auf die Phase der islamischen Geschichte zurück, als sich die muslimische Gemeinde konstituierte und in einem Kampf um die Selbstbehauptung befand.
Grundsätzlich war das Verhalten der neuen muslimischen Herren gegenüber der zahlenmäßig weit überlegenen christlichen Mehrheitsbevölkerung oft von Zweckmäßigkeiten geprägt: Man nutzte Christen in der Verwaltung, weil diese damit vertraut waren, und man benutzte die Schutzverträge, um die christliche Mehrheitsbevölkerung unter eine gewisse Kontrolle zu bringen, da man auf deren Mitwirken angewiesen war; die zunächst ausgeübte Toleranz gegenüber Nichtmuslimen entsprang demnach vor allem praktischen Erwägungen. In der Anfangszeit nach der Eroberung gestaltete sich das Zusammenleben zunächst ohne größere Schwierigkeiten. Dies änderte sich allerdings in der folgenden Zeit, als es zu Übergriffen und restriktiven Maßnahmen gegen Christen kam, so bereits Ende des 7. Jahrhunderts. Dies hing mit der jeweiligen Religionspolitik des regierenden Kalifen zusammen. Als im Jahr 699 Arabisch Amtssprache in der Verwaltung wurde und damit Griechisch bzw. Mittelpersisch ablöste, war dies anscheinend auch mit dem Verbot verbunden, Nichtmuslime in der Verwaltung zu beschäftigen; allerdings wurde dies wohl nicht konsequent in die Praxis umgesetzt, weil sie auf vielen Posten lange Zeit unentbehrlich waren. Christen (und Zoroastrier im ehemaligen Perserreich) durften somit keine hohen staatlichen Posten mehr bekleiden und wurde von einem erheblichen Teil der Gesellschaft ausgeschlossen. Johannes von Damaskus, der Sohn des Sarjun ibn Mansur, zog sich denn auch um 700 in ein Kloster zurück, doch christliche Beamte sind auch in der Folgezeit durchaus noch belegt, bevor mit dieser Praxis ganz gebrochen wurde.
Das Gesellschaftsleben wurde verstärkt auf den neuen islamischen Glauben ausgerichtet und die Lebenssphären von Muslimen und Nichtmuslimen sollten offenbar bewusst voneinander getrennt werden. Dies lässt sich unter anderem an den erwähnten neuen Münzprägungen dieser Zeit ablesen (seit ca. 697), die ohne Bilder, dafür aber mit Koransuren (Sure 112) versehen waren. Religiöse Kulthandlungen von Nichtmuslimen, die zunächst kaum behindert wurden, wurden noch in der späten Umayyadenzeit stärker eingeschränkt; hinzu kamen Handlungen, die ein gewisses Überlegenheitsgefühl der muslimischen Herrscher gegenüber Nichtmuslimen demonstrierten. So wurden im Kalifat die öffentliche Präsentation von Kreuzen und christliche Gebete in der Öffentlichkeit untersagt sowie eventuell einzelne Kirchen zerstört (die Quellenlage für den letzten Punkt ist nicht eindeutig). Sicher ist, dass restriktive Maßnahmen und Regulationen speziell im Hinblick auf Christen zunahmen. So kam es nun verstärkt zu Eingriffen der muslimischen Herrscher in innerchristliche Angelegenheiten und auch zur Konfiszierung von Kirchen; seit dem 9. Jahrhundert entstanden zudem Werke muslimischer Autoren, in denen gegen andere Buchreligionen polemisiert wurde.
Der insgesamt steigende Druck blieb nicht ohne Auswirkungen: In Ägypten revoltierten die christlichen Kopten zwischen 725 und 773 allein sechsmal gegen die muslimische Herrschaft, doch wurden die Aufstände niedergeschlagen. Die Übergriffe nahmen dann spürbar im 9. Jahrhundert wieder zu, als einzelne Kirchen geplündert und zerstört wurden. Ebenso nahm die Steuerbelastung zu. Insgesamt ist festzuhalten, dass es (nach restriktiven Maßnahmen bereits in der späten Umayyadenzeit) seit der frühen Abbasidenzeit, als sich die islamische Gemeinschaft in den eroberten Gebieten langsam zu konsolidieren begann, zu einer von staatlichen Stellen betriebenen Gängelung von Christen im Alltag kam. Sie durften ihren Glauben zwar behalten, es kam aber zu sozialen Demütigungen und zu Phasen der Unterdrückung mit gezielten Verfolgungen, wobei politische und religiöse Motive miteinander vermischt wurden; allerdings gab es auch Phasen, in denen einige Maßnahmen zumindest zeitweise gelockert wurden. Um 900 wurden zwar noch einmal für kurze Zeit Verwaltungsposten mit Christen und Juden besetzt, doch ein 908 erlassenes Edikt verbot erneut die Beschäftigung von Nichtmuslimen in öffentlichen Funktionen: Christen und Juden durften demnach nur als Ärzte (wobei etwa christliche Ärzte am Kalifenhof durchaus einen guten Ruf genossen) oder Bankiers beschäftigt werden, zudem wurden für beide Gruppen spezielle Kleidungsvorschriften erlassen. Eine wichtige Quelle für Repressionen stellt unter anderem die Chronik des Pseudo-Dionysius von Tell Mahre dar. Der früheste christliche Bericht über das Verhältnis von Christen und Muslimen stammt von dem Katholikos Ischo-Jab III.
Die Zahl der Konvertiten blieb in den eroberten Gebieten zunächst offenbar gering, da sich die damit verbundenen Vorteile in den ersten Jahrzehnten in engen Grenzen hielten: Bis zur Machtübernahme der Abbasiden konnten unabhängig von der Religion nur Männer Karriere machen, die eine arabische Herkunft nachzuweisen vermochten. Zunächst hatten die neuen Herren auch wenig Interesse an zahlreichen Konvertiten, da die nicht-muslimischen Untertanen beträchtliche Sonderzahlungen zu leisten hatten, die wirtschaftlich nicht unwichtig waren.
Christentum und Zoroastrismus wurden nur nach und nach zurückgedrängt; wohl erst um das Jahr 1000 sprach die Mehrheit der Bevölkerung Ägyptens und des Irak Arabisch, während in Persien die eigene kulturelle Identität stärker bewahrt werden konnte. Anscheinend waren auch einige muslimische Theologen und Rechtsgelehrte der Ansicht, dass diskriminierende Maßnahmen gegenüber Nichtmuslimen den Übertritt zum Islam forcieren würden; der soziale Druck war daher wohl ein wichtiger Faktor bei der „Islamisierung“ der eroberten Gesellschaften, in denen die christliche Mehrheitsbevölkerung mit der Zeit zu einer Minderheit wurde.

## Gründe für den Fall Persiens und für die oströmischen Gebietsverluste

Byzanz und das Kalifat im Frühmittelalter

Die Gründe für den Erfolg der arabisch-islamischen Eroberungen im 7. und frühen 8. Jahrhundert – also durchaus über einen längeren Zeitraum und auch nicht ohne verlustreiche Kämpfe für die Araber – werden in der Forschung immer noch diskutiert. Es kann dazu keine allgemeingültige Erklärung geben, vielmehr wurde der Erfolg (es bieten sich Parallelen mit dem Alexanderzug und den mongolischen Eroberungen an) durch eine Vielzahl von Faktoren begünstigt.
Ostrom (Byzanz) und Persien waren von den jahrhundertelangen Römisch-Persischen Kriegen vollkommen erschöpft. Seit 540 hatte es nur gut 20 Jahre lang Frieden zwischen den beiden Mächten gegeben, im letzten Krieg hatten die Sassaniden die Römer an den Rand des Untergangs gebracht. Die oströmische Armee war nach den langen Kriegen gegen die Perser aus finanziellen Gründen demobilisiert worden und benötigte eine lange Vorlaufzeit, um wieder aktiviert zu werden. Das Sassanidenreich war derweil wohl weniger durch die Kämpfe mit den Römern als vor allem durch die seit 628 tobenden Bürgerkriege geschwächt; der große persische Sieg in der Schlacht an der Brücke 634 illustriert, dass man den Muslimen militärisch durchaus gewachsen gewesen wäre, wenn es Yazdegerd III. gelungen wäre, sein Reich im Inneren zu befrieden. Stattdessen aber liefen viele persische Magnaten zu den Angreifern über.
Für Ostrom spielten die Folgen des langen Krieges mit Persien eine größere Rolle als für die Sassaniden. So waren die orientalischen Provinzen Ostroms erst wenige Jahre vor dem arabischen Angriff wieder in das Imperium integriert worden; die ferne Zentrale in Konstantinopel trat eigentlich nur noch durch gnadenlose Steuereintreiber in Erscheinung. Auch aus religiösen Gründen war die orthodoxe kaiserliche Reichsregierung in Syrien und Ägypten nicht besonders beliebt, da hier der Miaphysitismus vorherrschend war. Trotzdem beteiligten sich Ägypter und Syrer oft genug am Widerstand gegen die Invasoren. In diesem Zusammenhang wurde die Unzufriedenheit in Ägypten und Syrien mit der Religionspolitik der Kaiser von der älteren Forschung wohl oft undifferenziert übernommen; in der neueren Forschung ist diese These jedenfalls wieder sehr umstritten.
Insgesamt aber hatte man wohl weder in Konstantinopel noch in Ktesiphon mit einer derartigen religiösen Energie gerechnet, geschweige denn mit einer derartigen Invasion, wenn es auch zuvor einige Anzeichen gegeben hatte. Die Religion hatte so schon im letzten römisch-persischen Krieg eine wichtige Rolle gespielt, als Kaiser Herakleios die Abwehr der Perser mit einem Abwehrkampf der Christenheit gleichsetzte und seit 622 auch arabische foederati in sein Heer aufnahm. Arabische Verbände hatten schon zuvor sowohl Ostrom als auch Persien als Hilfstruppen gedient und verfügten durchaus über dementsprechende militärische Kenntnisse.
Außerdem genehmigten die Araber der unterworfenen Bevölkerung die (allerdings eingeschränkte) Ausübung ihrer Religion gegen eine Kopfsteuer, wenngleich es nach manchen Quellen noch im 7. Jahrhundert zu restriktiven Maßnahmen und Übergriffen gegenüber Nichtmuslimen kam (siehe oben), die von Beginn an im Kalifat gegenüber Muslimen rechtlich benachteiligt waren. Erst allmählich wurde die Bevölkerung islamisiert, sicherlich auch, weil sonst faktisch kaum Aufstiegschancen gegeben waren, ihre Rechtsposition (Dhimma) insgesamt prekär war und restriktive Maßnahmen gegenüber Nichtmuslimen einen Übertritt begünstigten. Vorerst durften die Eroberer kein Land als privates Eigentum übernehmen, später änderte sich dies.
Allerdings gab es reiche Beute, was für viele Stämme sicherlich ein großer Anreiz bei diesen Kriegszügen war. Ohnehin scheinen wirtschaftliche Erwägungen (wie die Handelsinteressen der Quraisch) eine wichtigere Rolle gespielt zu haben als oft unterstellte religiöse Erwägungen. Beute aus Plünderungen und die Rolle der eroberten Städte als Handelszentren waren denn auch wichtige wirtschaftliche Faktoren.
Des Weiteren ist in den Quellen belegt, dass Verbände militärisch gut geschulter christlicher Araber teils zu den muslimischen Eroberern überliefen; nicht aus religiösen Motiven, sondern weil die bisherigen Zahlungen Ostroms und Persiens weitgehend weggebrochen waren. Religiöse Motive sollten daher auch nicht überbetont werden. Erst spätere Quellen berichten von Versuchen, die Bevölkerung der unterworfenen Gebiete zum Islam zu bekehren; wahrscheinlich wird dabei eine spätere Entwicklung bereits auf die Frühzeit projiziert. Als schließlich viele Christen, Juden und Zoroastrier konvertierten, brachten sie ihre Vorstellungen und Praktiken in die neue Religion mit ein.
Viele Elemente der bisherigen Verwaltung und Kultur wurden von den Arabern übernommen. Die arabischen Eroberer profitierten zudem erheblich von der bereits vorhandenen höheren kulturellen Entwicklung in den ehemaligen oströmischen Gebieten und in Persien. In der neuesten Forschung wird teils die Position vertreten, bei der frühen Islamischen Expansion habe es sich weniger um eine Invasion als vielmehr um einen Aufstand gehandelt, da die meisten Araber zuvor unter direkter oder indirekter römischer und persischer Herrschaft gestanden hatten und es nun unternommen hätten, sich die Macht und den Reichtum ihrer bisherigen Herren gewaltsam anzueignen. Aus diesem Grund hätten sie anfangs keinen Anlass gehabt, etwas an den bestehenden Strukturen zu ändern. So blieb etwa Griechisch bis zum Ende des 7. Jahrhunderts die Amtssprache in den eroberten oströmischen Gebieten, und das sassanidische Steuersystem wurde in Persien beibehalten. In den ersten Jahrzehnten prägte man sogar weiterhin sassanidische Münzen weiter. Dies wiederum dürfte es den Bewohnern der eroberten Gebiete erleichtert haben, die neuen Herren zu akzeptieren, die anfangs nur eine winzige Minderheit darstellten.